# Línguas otomaco-taparita
As línguas otomaco-taparita ou línguas otomacoanas formam uma família de línguas ameríndias extintas da Venezuela.

## Línguas
As línguas otomaco-taparita são:
- Otomaco
- Taparita